# Gyraulus
Genre
Gyraulus est un genre d'escargots d'eau douce de la famille des Planorbidae.

## Liste des espèces
Selon GBIF (20 juin 2021) :
- Anisus centrifugops Prozorova & Starobogatov, 1997
- Anisus pulcher Mori, 1938
- Gyraulus acronicus (Férussac, 1807)
- Gyraulus acutus Clessin, 1907
- Gyraulus aegaeus Willmann, 1981
- Gyraulus aequalis (White, 1880)
- Gyraulus albertanus (Clessin, 1877)
- Gyraulus albidus Radoman, 1953
- Gyraulus albus (O.F.Müller, 1774)
- Gyraulus alienus (Rolle, 1862)
- Gyraulus amplificatus (Mori, 1938)
- Gyraulus andrussovi (Ali-Zade & Kabakova, 1969)
- Gyraulus annandalei (Germain, 1918)
- Gyraulus antunesi Callapez, 2003
- Gyraulus applanatus (Thomä, 1845)
- Gyraulus argaeicus (Sturany, 1904)
- Gyraulus arminiensis Jekelius, 1932
- Gyraulus associatus (Westerlund, 1883)
- Gyraulus atkinsoni (R.M.Johnston, 1879)
- Gyraulus austroalpinus Harzhauser & Neubauer, 2012
- Gyraulus bachmayeri Schlickum & Strauch, 1979
- Gyraulus bakeri Brandt, 1974
- Gyraulus bakonicus (Halaváts, 1903)
- Gyraulus balmensis Gründel, Pélissié & Guérin, 2000
- Gyraulus balteatus van Benthem Jutting, 1963
- Gyraulus barrackporensis Clessin, 1886
- Gyraulus bekaensis Glöer & Bössneck, 2007
- Gyraulus bigueti (Fontannes, 1881)
- Gyraulus biwaensis (Preston, 1916)
- Gyraulus blazkai (Klika, 1891)
- Gyraulus bondartchuki (Prysjazhnjuk, 1974)
- Gyraulus borealis (Lovén, 1875)
- Gyraulus bosqueti (Glibert & de Heinzelin de Braucourt, 1954)
- Gyraulus brlici (Brusina, 1897)
- Gyraulus brongersmai van Benthem Jutting, 1963
- Gyraulus brusinai (Lörenthey, 1894)
- Gyraulus calamensis (Dareste de la Chavanne, 1910)
- Gyraulus campressus
- Gyraulus ceratioides (Fontannes, 1884)
- Gyraulus chaenostomus (Brusina, 1902)
- Gyraulus chapmani McMichael, 1968
- Gyraulus chinensis (Dunker, 1848)
- Gyraulus circumstriatus (Tryon, 1866)
- Gyraulus clymene (Shuttleworth, 1852)
- Gyraulus cockburni (Godwin-Austen, 1883)
- Gyraulus connivens (Eichwald, 1830)
- Gyraulus connollyi (Brown & v Eeden, 1969)
- Gyraulus constans (Brusina, 1884)
- Gyraulus convexiusculus (Hutton, 1849)
- Gyraulus cordatus (F.Sandberger, 1862)
- Gyraulus corinna (Gray, 1850)
- Gyraulus costatus (Klein, 1846)
- Gyraulus costulatus (F.Krauss, 1848)
- Gyraulus courpoilensis (Carez, 1881)
- Gyraulus crenophilus Hubendick & Radoman, 1959
- Gyraulus crescens (Hilgendorf, 1867)
- Gyraulus cressmani F.C.Baker, 1942
- Gyraulus cryptornatus (Sauerzopf, 1953)
- Gyraulus cyclostomus F.C.Baker, 1934
- Gyraulus dalmaticus (Brusina, 1884)
- Gyraulus dealbatus (A.Braun, 1851)
- Gyraulus deflectus (Say, 1824)
- Gyraulus deflexus (Sandberger, 1858)
- Gyraulus demissus (Westerlund, 1883)
- Gyraulus denudatus (Hilgendorf, 1867)
- Gyraulus dimitrovici (Brusina, 1902)
- Gyraulus distortus (Hyatt, 1880)
- Gyraulus dongcunensis Yü, 1980
- Gyraulus doricus (Bukowski, 1896)
- Gyraulus doseni (Brusina, 1902)
- Gyraulus douvillei (Saporta, 1889)
- Gyraulus dybowskii (Kolesnikov, 1947)
- Gyraulus edgbastonensis D.S.Brown, 2001
- Gyraulus edgbastonensis Starobogatov, 1996
- Gyraulus edlaueri (Sauerzopf, 1953)
- Gyraulus egirdirensis Glöer & Girod, 2013
- Gyraulus ehrenbergi (Beck, 1837)
- Gyraulus eichwaldi (Clessin & W.Dybowski, 1887)
- Gyraulus eichwaldi (Grimm, 1888)
- Gyraulus elenae Vinarski, Glöer & Palatov, 2013
- Gyraulus elisus (Dall, 1915)
- Gyraulus essingtonensis (E.A.Smith, 1883)
- Gyraulus eugyne Meier-Brook, 1983
- Gyraulus euphraticus (Mousson, 1874)
- Gyraulus feuerborni Rensch, 1934
- Gyraulus florissantensis (Cockerell, 1906)
- Gyraulus fontinalis Hubendick & Radoman, 1959
- Gyraulus formosus (Brusina, 1902)
- Gyraulus fragilis (Pavlović, 1903)
- Gyraulus frigidarius van Benthem Jutting, 1963
- Gyraulus fuchsi (Lörenthey, 1902)
- Gyraulus gaoyouensis Yü, 1977
- Gyraulus geminus (Brusina, 1897)
- Gyraulus gilberti (Dunker, 1848)
- Gyraulus globosus (Sauerzopf, 1953)
- Gyraulus goetzendorfensis (Sauerzopf, 1953)
- Gyraulus goussardianus (Noulet, 1854)
- Gyraulus gracilis (Gozhik & Prysjazhnjuk, 1978)
- Gyraulus hebraicus (Bourguignat, 1852)
- Gyraulus helicophantoides (Pavlović, 1927)
- Gyraulus hesperus (Iredale, 1943)
- Gyraulus heudei (Clessin, 1886)
- Gyraulus hians (Rolle, 1860)
- Gyraulus hiemantium (Westerlund, 1883)
- Gyraulus hoernesi (Rolle, 1860)
- Gyraulus homalosomus (Brusina, 1902)
- Gyraulus homsensis (Dautzenberg, 1894)
- Gyraulus horasanensis Schütt, 1991
- Gyraulus hornensis F.C.Baker, 1934
- Gyraulus hubendicki Brandt, 1974
- Gyraulus huguenini (Fontannes, 1881)
- Gyraulus huronensis J.B.Burch & Jung, 1989
- Gyraulus huwaizahensis Glôer & Naser, 2005
- Gyraulus ignoratus Schlickum & Puisségur, 1977
- Gyraulus illibatus (Westerlund, 1883)
- Gyraulus infirmus (Mori, 1938)
- Gyraulus infraliratus (Westerlund, 1877)
- Gyraulus inopinatus (Meunier, 1880)
- Gyraulus inornatus (Brusina, 1902)
- Gyraulus ioanis Glöer & Pešić, 2007
- Gyraulus isingi (Cotton & Godfrey, 1932)
- Gyraulus iwaotakii (Mori, 1938)
- Gyraulus janinensis (Mousson, 1859)
- Gyraulus jugleri (Dunker, 1843)
- Gyraulus jukici (Brusina, 1902)
- Gyraulus jurkovici (Brusina, 1902)
- Gyraulus kahuica (Finlay & Laws, 1931)
- Gyraulus katurici (Brusina, 1897)
- Gyraulus keideli (Schlosser, 1906)
- Gyraulus kleini Gottschick & Wenz, 1916
- Gyraulus kolesnikovi (Logvinenko & Starobogatov, 1966)
- Gyraulus kosiensis Glöer & Bössneck, 2013
- Gyraulus kosovensis (Pavlović, 1903)
- Gyraulus kraussii (Klein, 1846)
- Gyraulus krohi Neubauer & Harzhauser, 2014
- Gyraulus kruglowiae (Johansen, 1937)
- Gyraulus ladacensis (Nevill, 1878)
- Gyraulus laevis (Alder, 1838)
- Gyraulus laiwuensis Yen, 1969
- Gyraulus lazici (Brusina, 1892)
- Gyraulus lendli (Brusina, 1902)
- Gyraulus limbatus van Benthem Jutting, 1963
- Gyraulus lineolatus (Brusina, 1878)
- Gyraulus lorentheyi (Brusina, 1902)
- Gyraulus loryi (Coquand, 1856)
- Gyraulus ludovici (Noulet, 1854)
- Gyraulus luguhuensis Shu, F.u.Köhler & Wang, 2013
- Gyraulus lychnidicus Hesse, 1928
- Gyraulus macroconcha (Popova & Starobogatov, 1970)
- Gyraulus malayensis Meier-Brook, 1983
- Gyraulus marinkovici (Brusina, 1892)
- Gyraulus matraensis Gál et al., 1999
- Gyraulus mauritianus (Morelet, 1876)
- Gyraulus meierbrooki Glöer & Pešić, 2007
- Gyraulus meridionalis (Brazier, 1875)
- Gyraulus micromphalus (Fuchs, 1870)
- Gyraulus mienanus Brown, 1998
- Gyraulus militaris (White, 1880)
- Gyraulus minusculus (Moskvicheva, 1980)
- Gyraulus mirabilis (Popova, 1981)
- Gyraulus montrouzieri (Gassies, 1863)
- Gyraulus multicingulatus Wenz, 1919
- Gyraulus nedici (Brusina, 1902)
- Gyraulus nedyalkovi Glöer & Georgiev, 2012
- Gyraulus nematophorus (Brusina, 1902)
- Gyraulus novaki (Brusina, 1897)
- Gyraulus noziriensis (Mori, 1938)
- Gyraulus nusici (Pavlović, 1903)
- Gyraulus oecsensis Wenz, 1919
- Gyraulus okrugljakensis Neubauer, Harzhauser, Kroh, Georgopoulou & Mandic
- Gyraulus oncostomus (Brusina, 1902)
- Gyraulus orahovacensis (Pavlović, 1903)
- Gyraulus oxystoma (Klein, 1846)
- Gyraulus pachychilus (Brusina, 1902)
- Gyraulus pamphylicus Glöer & Rähle, 2009
- Gyraulus pankongensis von Martens, 1882
- Gyraulus parvulus (Lörenthey, 1906)
- Gyraulus parvulus (Meek & Hayden, 1856)
- Gyraulus parvus (Say, 1817)
- Gyraulus pavlovici (Brusina, 1893)
- Gyraulus percarinatus Paraense, 2000
- Gyraulus peruzzii (De Stefani, 1880)
- Gyraulus phacecercus (Brusina, 1902)
- Gyraulus piscinarum (Bourguignat, 1852)
- Gyraulus planoconcavus Gu, 1989
- Gyraulus planorbiformis (Zieten, 1832)
- Gyraulus platystomus Nützel & Bandel, 1993
- Gyraulus pleiopleurus (G.D.Hanna, 1923)
- Gyraulus pliosibericus Yen, 1969
- Gyraulus polycymus (Fontannes, 1884)
- Gyraulus ponticus (Lörenthey, 1893)
- Gyraulus popovici (Pavlović, 1927)
- Gyraulus porcellaneus (Lörenthey, 1902)
- Gyraulus praeponticus (Gorjanović-Kramberger, 1890)
- Gyraulus praesibericus Yen, 1969
- Gyraulus prasongi Brandt, 1974
- Gyraulus primiformis (Sauerzopf, 1953)
- Gyraulus procerus Russell, 1952
- Gyraulus proclivis (von Martens, 1897)
- Gyraulus protectus Jekelius, 1944
- Gyraulus protocrescens Nützel & Bandel, 1993
- Gyraulus pseudhomalosomus (Sauerzopf, 1953)
- Gyraulus pseudotenuis (Hilgendorf, 1867)
- Gyraulus ptychostomus (Brusina, 1902)
- Gyraulus ptycophorus (Brusina, 1892)
- Gyraulus pulcher (Mori, 1938)
- Gyraulus pulici (Brusina, 1897)
- Gyraulus quadrangulus (Neumayr, 1875)
- Gyraulus rabensis (Blanckenhorn, 1897)
- Gyraulus rasseri Neubauer, Harzhauser, Kroh, Georgopoulou & Mandic
- Gyraulus revertens (Hilgendorf, 1867)
- Gyraulus rhytidophorus (Brusina, 1902)
- Gyraulus riparius (Westerlund, 1865)
- Gyraulus rossiteri (Crosse, 1871)
- Gyraulus rossmaessleri (Auerswald, 1851)
- Gyraulus rotella (Rousseau, 1842)
- Gyraulus rotula (Benson, 1850)
- Gyraulus rotundistomus (Sauerzopf, 1953)
- Gyraulus rotundostomus Nützel & Bandel, 1993
- Gyraulus rumanus Wenz, 1932
- Gyraulus sabljari (Brusina, 1892)
- Gyraulus sachsenhoferi Harzhauser & Neubauer, 2012
- Gyraulus sauerzopfi Neubauer, Kroh, Harzhauser, Georgopoulou & Mandic
- Gyraulus scottianus (R.M.Johnston, 1879)
- Gyraulus sebetinus (Lapparent, 1938)
- Gyraulus seibersdorfensis (Sauerzopf, 1953)
- Gyraulus sentaniensis van Benthem Jutting, 1963
- Gyraulus shandongensis Youluo, 1978
- Gyraulus shasi Glöer & Pešić, 2007
- Gyraulus siamensis (Martens, 1867)
- Gyraulus sibinjensis (Brusina, 1897)
- Gyraulus sibiricus Dunker, 1848
- Gyraulus sivalensis (Clessin, 1884)
- Gyraulus slavonicus (Brusina, 1897)
- Gyraulus soceni Jekelius, 1944
- Gyraulus solenoeides (Lörenthey, 1902)
- Gyraulus spirillus (Gould, 1859)
- Gyraulus spratti (E.Forbes, 1845)
- Gyraulus spretus (Noulet, 1867)
- Gyraulus stankovici Hadžišče, 1953
- Gyraulus steinheimensis (Hilgendorf, 1867)
- Gyraulus stenocyclotus (Fontannes, 1884)
- Gyraulus stoppanii (Sacco, 1886)
- Gyraulus stroemi (Westerlund, 1881)
- Gyraulus stromi (Westerlund, 1881)
- Gyraulus subhemistoma (d'Orbigny, 1852)
- Gyraulus subverticillus (Oppenheim, 1919)
- Gyraulus sulcatus (Logvinenko & Starobogatov, 1966)
- Gyraulus sulfureus (Royo Gómez, 1922)
- Gyraulus sumatranus (von Martens, 1897)
- Gyraulus supremus (Hilgendorf, 1867)
- Gyraulus symmetricus (Sauerzopf, 1953)
- Gyraulus takhteevi Sitnikova & Peretolchina, 2018
- Gyraulus taseviensis Glöer & Girod, 2013
- Gyraulus tenuistriatus (Gorjanović-Kramberger, 1899)
- Gyraulus terekholicus (Prozorova & Starobogatov, 1997)
- Gyraulus terraesacrae Rensch, 1934
- Gyraulus tetracarinatus (Pavlović, 1903)
- Gyraulus tokyoensis (Mori, 1938)
- Gyraulus transsylvanicus (Neumayr, 1875)
- Gyraulus trapezoides Polinski, 1929
- Gyraulus tressinensis (Oppenheim, 1890)
- Gyraulus triquetrus (Hilgendorf, 1867)
- Gyraulus trochiformis (Stahl, 1824)
- Gyraulus trolli (Sauerzopf, 1953)
- Gyraulus turislavicus Jekelius, 1944
- Gyraulus umbiliciferus (Kozhov, 1936)
- Gyraulus velifer (Annandale, 1918)
- Gyraulus vermicularis (Gould, 1847)
- Gyraulus verticillus (Brusina, 1892)
- Gyraulus veternus (Meek & Hayden, 1865)
- Gyraulus virgatus (Ludwig, 1865)
- Gyraulus vrapceanus Neubauer, Harzhauser, Kroh, Georgopoulou & Mandic
- Gyraulus waterhousei (Clessin, 1885)
- Gyraulus yongkangensis Yü, 1980
- Gyraulus yuanchuensis Yü, 1965
- Gyraulus zemendorfensis (Sauerzopf, 1953)
- Gyraulus zilchianus Yen, 1939
- Gyraulus zoebeleini Schlickum & Strauch, 1974
- Gyraulus zoltani Perrilliat & Vega, 2008
- Lamorbis bitchilejensis Popova, 1981
- Lamorbis tscheliensis Popova, 1981
- Lamorbis tulonicus Popova, 1981
- Planorbis avakubiensis Pilsbry & Bequaert, 1927
- Planorbis elberti Haas, 1912
- Planorbis tardus Lindholm, 1914

## Systématique
Le nom scientifique complet (avec auteur) de ce taxon est Gyraulus Charpentier, 1837.
Les genres suivants sont synonymes de Gyraulusselon GBIF (20 juin 2021) :
- Armigera
- Caillaudia Bourguignat, 1883
- Choanomphalodes Lindholm, 1927
- Ggraulus Polinski, 1924
- Giraulus Moquin-Tandon, 1856
- Glyptanisus Iredale, 1943
- Gyraulis Haas, 1912
- Gyrulus Gray, 1857
- Lamorbis Starobogatov, 1967
- Plananisus Iredale, 1943
- Planaria T.Brown, 1827
- Ptychospira Slavík, 1869
- Pygmanisus Iredale, 1943
- Trochlea Haldeman, 1842